# ハイゲート
ハイゲート(Highgate)は、ロンドン中心部カムデン区と、イズリントン区及びハーリンゲイ区に跨がる地区。

## 交通
ロンドン地下鉄ノーザン線のハイゲート駅など

## 関係者
居住その他ゆかりある人物
- トム・フーパー（映画監督、脚本家） - 同地のインディペンデント・スクールのハイゲート・スクール (en) に通っていた。